# أنتوان بارنز
أنتوان بارنز (بالإنجليزية: Antwan Barnes)‏ هو لاعب كرة قدم أمريكية أمريكي، ولد في 19 أكتوبر 1984 في ميامي في الولايات المتحدة.

## وصلات خارجية
- أنتوان بارنز على موقع مرجع كرة القدم المحترفة.كوم (الإنجليزية)